# 丸子城 (駿河国)
丸子城（まりこじょう）は、駿河国（現静岡県静岡市駿河区丸子）にあった日本の城（山城）。北城と南城があり、北城を指すと見られる宇津谷城、鞠子城、南城を指すと見られる三角城（みかど - ）、赤目ヶ谷砦の別名がある。

## 概要
南北とも最高所の標高は136メートル、比高100メートルであり、城域は東西800メートル、南北350メートルに及ぶ。北城は南から屈折して北東へ伸びる主軸尾根上に、西から東へ一線に一の曲輪・二の曲輪・三の曲輪が段状を成して造られ、各曲輪は土塁で囲まれており、郭間は空堀で仕切られている。南城は主軸尾根の南端に長さ95メートル、幅平均40メートルで、高さ2メートルの土塁を周回させた「千畳敷」と呼ばれる主郭を構え、東西の支尾根上に段上に重ねた曲輪を設けている。南城本丸から北城主郭間の西側斜面には、南北に長大な空堀が設けられている。

## 歴史
北城は応永年間、駿河国守護今川氏の家臣、斎藤安元歴代の居城として築城され、北城の北側山麓には斎藤氏の居館が設けられていたと見られている。
今川義忠が、文明8年（1476年）に戦死し、龍王丸（後の今川氏親）と、小鹿範満との間で家督争いが起きた際、龍王丸は一時丸子城で暮らしていた。家督相続した氏親が西進を目指すに当たり、駿河府中の防御を固めるため斎藤氏の居城を接収して、南の三角山方面に城域を拡大したのが南城であるが、氏親以降氏真までの城主や歴史は不明である。また、家督相続した氏親は直ちに駿府の今川館には入らず、明応4年（1495年）頃まで丸子城を今川氏の居館である丸子館にしたとする説も出されている。
永禄11年（1568年）、武田信玄が駿河に侵攻すると、西駿河に残る今川方への押さえとして山県昌景が丸子城に置かれた。永禄13年（1570年）、信玄は駿河全域を制圧して、丸子城は諸賀兵部大輔・関甚五兵衛を在番とし、天正6年（1578年）頃には屋代勝永に替えた。この間、西方面の大規模な増築や各所の改修が行われた。
天正9年（1581年）3月の高天神城落城を前に、武田方は徳川方に丸子城を明け渡して退去し、徳川家康は松平備後守（松平清善？）を置いたが、天正18年（1590年）の関東移封に伴い廃城となった。